# 4389 Durbin
4389 Durbin eller 1976 GL3 är en asteroid i huvudbältet som upptäcktes den 1 april 1976 av den rysk-sovjetiske astronomen Nikolaj Tjernych vid Krims astrofysiska observatorium på Krim. Den har fått sitt namn efter den kanadensiska skådespelerskan och sångerskan Deanna Durbin.
Asteroiden har en diameter på ungefär 10 kilometer och den tillhör asteroidgruppen Koronis.